# Schizotricha multifurcata
Schizotricha multifurcata is een hydroïdpoliep uit de familie Halopterididae. De poliep komt uit het geslacht Schizotricha. Schizotricha multifurcata werd in 1883 voor het eerst wetenschappelijk beschreven door Allman. 